# タスニフ
タスニフ (Tasnif, ペルシア語: تصنيف) はペルシア伝統音楽の様式の一つであり、ペルシア芸術の中ではバラッドに相当するものである。曲は遅く演奏される。他の様式の作曲技法と同じく、タスニフは比較的近年に成立した様式であり作曲者不明の曲というものは少ない。
タスニフは20世紀初めの20年間に多く書かれた。それらの多くは愛国的な主題に基づいており、当時の憲法運動の精神を反映している。20年代と30年代に書かれたタスニフでは恋愛がテーマとなるものが増加し、歌詞は古典の詩から取られることが多かった。第2次世界大戦後は詞の内容が徐々に重いテーマから離れて行き、西洋のポピュラーソングに影響を受け続けている。このより現代的なタスニフは一般的にタラーネと呼ばれている。

## 参照
- Hormoz Farhat, The Dastgāh Concept in Persian Music (Cambridge University Press, 1990). ISBN 0-521-30542 X, ISBN 0-521-54206-5 (first paperback edition, 2004).